# Jonas Sandberg
Jonas Sandberg, född 31 maj 1962, är en svensk tidigare handbollsspelare.
Sandberg spelade 26 landskamper och gjorde 32 mål för Sveriges landslag mellan åren 1984–1986. Han deltog vid VM 1986 i Schweiz, då laget kom på fjärde plats. Han spelade också 40 U-landskamper och gjorde 104 U-landslagsmål, 1979–1983.

## Klubbar
- H43 Lund (–1981)
- Lugi HF (1981–1987; 128 seriematcher och 436 mål)[3]
- ? (?–1989)[4]
- IFK Kristianstad (1989–?)